# روري هاميل
روري هاميل (بالإنجليزية: Rory Hamill)‏ (4 مايو 1976 في المملكة المتحدة - ) هو لاعب كرة قدم بريطاني في مركز الهجوم. شارك مع منتخب إيرلندا الشمالية لكرة القدم من الدرجة الثانية ‏ ومنتخب أيرلندا الشمالية لكرة القدم. أما مع النوادي، فقد لعب مع غلينافون وغلينتوران وليسبورن ديستليري ونادي ساوثهامبتون ونادي فولهام ونادي كليفتونفيل ونادي كوليرين وDungannon Swifts F.C. ‏ وPSNI F.C. ‏ وDonegal Celtic F.C. ‏ ونادي بيليمينا يونايتد ونادي بانغور و1st Bangor Old Boys F.C. ‏ وBangor Amateurs F.C. ‏.

## وصلات خارجية
- روري هاميل على موقع قاعدة بيانات كرة القدم.إي يو (الإنجليزية)
- روري هاميل على موقع ناشيونال فوتبول تيمز (الإنجليزية)
- روري هاميل على موقع Soccerway.com (الإنجليزية)